# سرگئی دانیلین
سرگئی دانیلین (انگلیسی: Sergey Danilin; ۱ ژانویهٔ ۱۹۶۰ – ۴ اکتبر ۲۰۲۱) لژسوار اهل اتحاد جماهیر شوروی سوسیالیستی-روسیه بود.